# Édouard Balladur

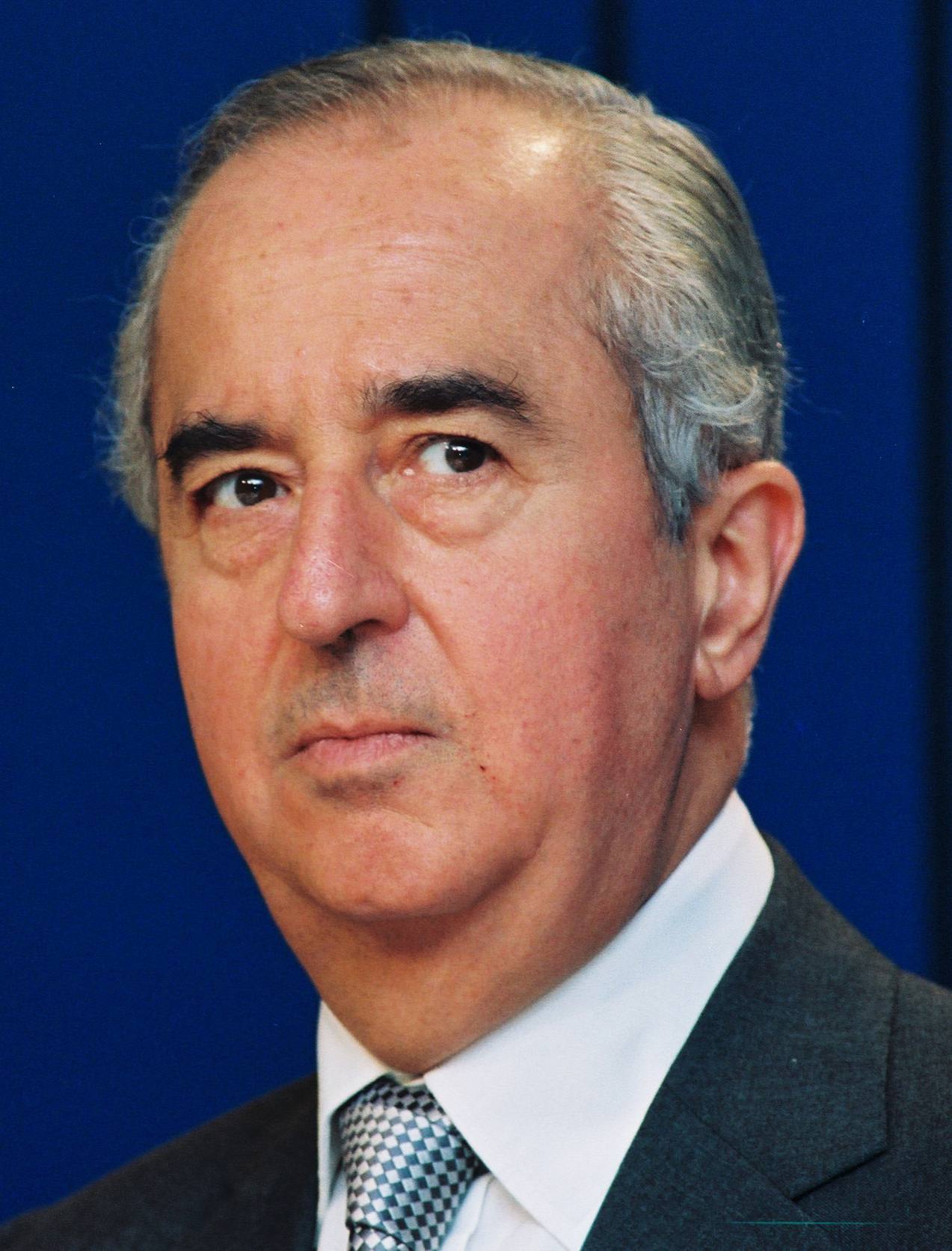
Édouard Balladur.

Édouard Balladur (İzmir, 2 mei 1929) is een Franse politicus die behoort tot de UMP (het vroeger RPR), in de jaren 90 was hij premier van Frankrijk. Hij werd geboren in Turkije als zoon van een bankier in een familie met Armeense wortels. De familie emigreerde in 1935 naar het Franse Marseille. Balladur studeerde met succes aan het Institut d'études politiques de Paris en aan de École nationale d'administration.

## Loopbaan
- 1973-1974: Secrétaire général de la présidence de la République française of secretaris-generaal van het Elysée tijdens de periode van Georges Pompidou.
- 1986-2007: volksvertegenwoordiger.
- 1986-1988: minister van Economie, Financiën en Privatisering in een regering van Jacques Chirac en tijdens het presidentschap van François Mitterrand.
- 1993-1995: eerste minister, nadat Chirac weigerde voor de post. Een van zijn ministers was de latere president Nicolas Sarkozy, deze werd in 1995 zijn campagneleider.

In 1995 stelde Balladur zich kandidaat voor het Franse presidentschap. Tijdens de eerste ronde werd hij derde met 18,58% van de stemmen, na Jacques Chirac en Lionel Jospin. Chirac werd na de tweede ronde president en Balladur, die toen nog premier was, werd vervangen door Alain Juppé. Sarkozy verloor eveneens zijn ministerpost.
De jaren dat hij politiek inactief was ging hij aan de slag in de privé-sector.